# Strange Frontier
Strange Frontier (с англ. — «Незнакомая граница») — второй сольный студийный альбом британского рок-музыканта Роджера Тейлора. Был выпущен 25 июня 1984 года, в чартах достиг 30-й строчки, продержался в них 4 недели. В мае 1996 года был перевыпущен на CD с несколько отличающимся порядком песен.

## Об альбоме
В отличие от предыдущего альбома — Fun in Space, звучание стало ближе к прогрессивному и поп-року. Все вокальные и инструментальные партии исполнены самим Тейлором, за исключениями: Дэвид Ричардс — клавишные, Рик Парфитт — гитары в «It’s an Illusion», Джон Дикон — бас-гитара в «It’s an Illusion», Фредди Меркьюри — вероятно, бэк-вокал в «Killing Time».
Все песни написал Тейлор, за исключением «Racing in the Street» (Брюс Спрингстин), «Masters of War» (Боб Дилан), «It’s an Illusion» (Тейлор и Рик Парфитт) и «I Cry for You (Love, Hope and Confusion)» (Тейлор совместно с Дэвидом Ричардсом).
С альбома было выпущено три сингла: «Strange Frontier», «Beautiful Dreams» и «Man on Fire».

## Список композиций
Слова и музыка всех песен — Роджер Тейлор, если не указано иное.
| №  | Название               | Автор(ы)        | Длительность |
| -- | ---------------------- | --------------- | ------------ |
| 1. | «Strange Frontier»     |                 | 4:13         |
| 2. | «Beautiful Dreams»     |                 | 4:23         |
| 3. | «Man on Fire»          |                 | 4:03         |
| 4. | «Racing in the Street» | Брюс Спрингстин | 4:25         |
| 5. | «Masters of War»       | Боб Дилан       | 3:46         |

| №  | Название                                   | Автор(ы)                     | Длительность |
| -- | ------------------------------------------ | ---------------------------- | ------------ |
| 1. | «Killing Time»                             |                              | 4:58         |
| 2. | «Abandonfire»                              | Роджер Тейлор, Дэвид Ричардс | 4:11         |
| 3. | «Young Love»                               |                              | 3:21         |
| 4. | «It’s an Illusion»                         | Роджер Тейлор, Рик Парфитт   | 4:02         |
| 5. | «I Cry for You (Love, Hope and Confusion)» | Роджер Тейлор, Дэвид Ричардс | 4:14         |

## Участники записи
Список составлен в соответствии с информацией базы данных Discogs.

| Музыканты: - Роджер Тейлор — вокал, ударные, клавишные, бас-гитара, гитары - Дэвид Ричардс — клавишные - Фредди Меркьюри — бэк-вокал (в песне «Killing Time») - Рик Парфитт — гитара (в песне «It’s an Illusion») - Джон Дикон — бас-гитара (в песне «It’s an Illusion») - Брайан Мэй — ритм-гитара (в песне «Masters of War») | Технический персонал: - Роджер Тейлор — музыкальный продюсер - Дэвид Ричардс — музыкальный продюсер, звукоинженер - Райнхольд Мак — музыкальный продюсер, звукоинженер - Иэн Райт — иллюстратор - Джордж Харрелл — фотограф |

## Позиции в хит-парадах
Еженедельные чарты:
| Год  | Хит-парад                           | Высшая позиция | Пребывание в чарте |
| ---- | ----------------------------------- | -------------- | ------------------ |
| 1984 | Великобритания (UK Albums Chart)    | 30             | 4 недели           |
| 1984 | ФРГ (Offizielle Top 100)            | 53             | 3 недели           |
|      |                                     |                |                    |
| 2015 | Великобритания (Vinyl Albums Chart) | 34             | 1 неделя           |